# Launaea fragilis
Launaea fragilis là một loài thực vật có hoa trong họ Cúc. Loài này được (Asso) Pau mô tả khoa học đầu tiên năm 1917.